# 366
Правління Валентиніана I у Західній Римській імперії й Валента в Східній Римській імперії. У Китаї правління династії Цзінь. В Індії правління імперії Гуптів. У Японії триває період Ямато. У Персії править династія Сассанідів.
На території лісостепової України Черняхівська культура. У Північному Причорномор'ї готи й сармати. Історики VI століття згадують плем'я антів, що мешкало на території сучасної України приблизно з IV сторіччя.

## Події
- Алемани захопили Ельзас і велику частину Швейцарського плато, але до кінця року призначений Валентиніаном I полководець Йовін вигнав їх із Галлії.
- Імператор Валент припинив бунт узурпатора Прокопія.
- Валент переправив свої війська через Дунай понтонним мостом і відігнав вестготів на північ, де їх тлумитимуть гуни.
- Афанасій Великий повернувся з п'ятого вигнання.
- Розпочався понтифікат Дамасія I. Незадоволені римляни обирають свого папу Урсіна.
- Буддійський чернець отримав видіння золотих променів сонця, що осявають тисячі будд, з чого почалося спорудження печер Могао.

## Померли
- Ліберій, папа римський.